# Code de la justice pénale des mineurs
Lire en ligne

« Code de la justice pénale des mineurs », sur Légifrance

Ordonnance relative à l'enfance délinquante
Le code de la justice pénale des mineurs   est la codification du droit pénal et de la procédure pénale français applicables aux mineurs. Il est entré en vigueur le 30 septembre 2021 pour remplacer l’ordonnance relative à l'enfance délinquante du 2 février 1945.

## Histoire
L'idée d'un « code de justice des mineurs » émerge, en 2008, à l'occasion des travaux de la commission Varinard. La loi du 23 mars 2019 de réforme pour la justice autorise le gouvernement à prendre par voie d’ordonnance les mesures relevant du domaine de la loi nécessaires pour écrire un code de la justice pénale des mineurs.
Il ne s'agit pas d'une codification à droit constant,. Cette codification doit "modifier et compléter les dispositions relatives à la justice pénale des mineurs, dans le respect des principes constitutionnels qui lui sont applicables et des conventions internationales, afin de :

a) Simplifier la procédure pénale applicable aux mineurs délinquants ;

b) Accélérer leur jugement pour qu'il soit statué rapidement sur leur culpabilité ;

c) Renforcer leur prise en charge par des mesures probatoires adaptées et efficaces avant le prononcé de leur peine, notamment pour les mineurs récidivistes ou en état de réitération ;

d) Améliorer la prise en compte de leurs victimes.",

L’ordonnance est signée le 11 septembre 2019 puis ratifiée par le Parlement par la loi du 26 février 2021. Cette dernière loi, dont le texte est issu de la réunion de la commission mixte paritaire, est adoptée à l’Assemblée nationale par une large majorité (481 pour, 37 contre).

## Plan
Le Code s'ouvre par un article préliminaire, ne faisant partie d'aucun de ces titres. Dans l'ordonnance du 11 septembre 2019, cet article reprenait essentiellement le principe fondamental reconnu par les lois de la République de spécificité de la justice pénale des mineurs dégagé par le Conseil constitutionnel dans sa décision du 29 août 2002 ; la loi de ratification y ajouta une référence à l'intérêt supérieur de l'enfant. Il est constitué de huit titres :
- titre préliminaire : Des principes généraux de la justice pénale des mineurs,
- titre 1er : Des mesures éducatives et des peines,
- titre II : De la spécialisation des acteurs,
- titre III : Dispositions communes aux différentes phases de la procédure pénale,
- titre IV : De la procédure préalable au jugement,
- titre V : Du jugement,
- titre VI : De l’application et l’exécution des mesures éducatives et des peines,
- titre VII : Dispositions relatives à l’Outre-mer.

## Contenu
Les principaux changements apportés par le code concernent la prise en considération des victimes, la déclaration de culpabilité et la diminution des délais, en matière de procédure pénale. Le code crée une présomption simple de non-discernement pour les mineurs de moins de treize ans,. La durée des procédures pénales est en outre réduite-au plus douze mois, au moins six mois et dix jours. Une période de mise à l'épreuve éducative est instituée, entre les deux phases de jugement. Le code supprime la catégorie des sanctions éducatives. Le juge des enfants cesse de diriger l'instruction, en matière de contraventions de la 5ee classe et de délits. Il dispose, en son article L13-1, que les dispositions de droit commun en matière de droit pénal et de procédure pénale, sont applicables en principe au droit pénal des mineurs,. 
Le dossier unique de personnalité ne peut être désormais ouvert à l'occasion d'une simple mesure de recueil de renseignements socio-éducatifs. Le code abandonne la notion de "sanctions éducatives", sans pour autant supprimer les mesures autrefois dénommées "sanctions éducatives". Les mesures éducatives peuvent désormais être cumulées avec les peines.
La césure du procès pénal comporte une première phase au cours de laquelle le tribunal se prononce sur la culpabilité uniquement, puis une seconde phase sur le prononcé de la peine. En 2023, deux ans après l'entrée en vigueur du code de la justice pénale des mineurs, les délais de jugement sur la culpabilité sont passés de quinze à neuf mois.

## Critiques du code
Le fait que les dispositions de droit commun en matière de droit pénal et de procédure pénale soient applicables en principe au droit pénal des mineurs est critiqué par le pénaliste Sylvain Jacopin, qui estime qu'elle diminue la spécificité du droit pénal des mineurs.
Le pénaliste Philippe Bonfils relève que, dans le livre II, consacré à la spécialisation des acteurs, le premier titre est consacré au Ministère public ; selon lui, cela est lié à un phénomène d'accroissement des prérogatives du Parquet au détriment du juge des enfants.